# Enrico II di Lussemburgo
Enrico II di Lussemburgo, o Enrico VII di Baviera (1000 circa – 14 ottobre 1047), è stato Conte di Moselgau dal 1019 conte di Lussemburgo e di Bidgau e difensore dell'abbazia di San Massimino di Treviri dal 1026 ed infine duca di Baviera dal 1042 fino alla sua morte.

## Origine
Enrico era figlio del Conte di Moselgau e difensore delle abbazie di Stablo e Malmedy, Federico di Lussemburgo, come ci viene confermato dalla Histoire généalogique de la maison royale de Dreux (Paris), Luxembourg e di una figlia di Ermetrude, discendente dai Corradinidi, come ci viene confermato dalla Vita Adelheidis abbatissæ Vilicensis, conti e duchi della Franconia.
Federico di Lussemburgo era figlio del Conte di Moselgau e delle Ardenne, considerato il primo conte di Lussemburgo ed il fondatore della Casata di Lussemburgo, un ramo cadetto della Casa delle Ardenne, Sigfrido I di Lussemburgo e della moglie, Hedwige di Nordgau: infatti, secondo gli Annales Quedlinburgenses, Federico era fratello di Cunegonda, la moglie dell'Imperatore del Sacro Romano Impero, Enrico II e Cunegonda, la moglie di Enrico II il Santo, secondo il monaco, Rodolfo il Glabro, uno dei maggiori cronisti d'età medievale, nel suo Rodulfi Glabri, Historiarum Libri Quinque, era figlia di Sigfrido) e di Edvige di Nordgau (937-992), figlia del conte Eberardo IV di Nordgau e di Luitgarda di Lotaringia, discendente in linea diretta da Carlo Magno.

## Biografia
Verso l'anno 1000, sua zia Cunegonda sposò il duca di Baviera e futuroimperatore, Enrico II. Anche l'Annalista Saxo, nella sua cronaca imperiale, parla del matrimonio di sua sorella Cunegonda con Enrico II, citando suo fratello, Enrico, quale futuro duca di Baviera (Heinrich postmodum ducis Bawarici). Infatti, nel 1005, Enrico di Lussemburgo ricevette la Baviera da suo cognato re dei Franchi orientali e futuro imperatore Enrico II.
Nel 1012, sua sorella, Ogiva aveva sposato, in prime nozze, Baldovino IV, conte di Fiandra e d'Artois, e Conte di Hainaut (ridotto alla contea di Valenciennes), come ci viene riportato nella Genealogiae Comitum Flandriae, in cui viene citato anche il fratello di Enrico, Giselberto (erroneamente come padre di Ogiva). 
Suo padre, Federico morì, nel 1019 (Hoc ipso anno - 1019 - Fridericus, frater Cunigundæ imperatrici, defunctus est), come ci confermano gli Annales Quedlinburgenses e, alla sua morte, Enrico, il primogenito divenne conte di Moselgau, mentre il figlio secondogenito, Federico divenne il difensore delle abbazie di Stablo e Malmedy.
Suo zio, Enrico, Conte di Lussemburgo (come Enrico I) e Duca di Baviera (come Enrico V) morì, nel 1026 (Anno domini 1026 Heinricus dux Bavarie frater sante Chunigundis obiit), come ci conferma la Historia Episcoporum Pataviensium et Ducum Bavariæ e dopo la sua morte Enrico divenne Conte di Lussemburgo (come Enrico II) mentre il ducato di Baviera tornò al re dei Franchi orientali e futuro imperatore di quel tempo Corrado II che lo trasferì a suo figlio Enrico il Nero, approfittando del fatto che Enrico I di Lussemburgo non aveva eredi diretti. Enrico, oltre il territorio di Lussemburgo da suo zio Enrico I ereditò la contea di Bidgau e l'abbazia di San Massimino a Treviri. 
Nel 1042, Enrico ricevette in dono il ducato di Baviera dall'imperatore Enrico III il Nero, il quale essendo anche duca di Baviera, dopo una scorreria del nuovo re d'Ungheria, Obo preferì nominare un duca che risiedesse nel territorio e che potesse fronteggiarne gli attacchi. Dopo pochi mesi, Enrico, fu raggiunto dall'imperatore, Enrico III, e, nel settembre di quello stesso anno, iniziarono una spedizione contro gli Ungheresi, che fu un successo: Obo si salvò, raggiungendo un rifugio inaccessibile, ma sul trono d'Ungheria fu posto un cugino di Pietro Orseolo d'Ungheria, predecessore di Obo.
Nel 1045, dopo che l'imperatore Enrico III si era ammalato, senza avere alcun erede maschio, Enrico incontrò il conte palatino di Lotaringia e duca di Svevia Ottone III di Svevia, accordandosi sul nome dell'eventuale successore, che sarebbe stato Enrico I di Lotaringia, nipote di Ottone.
Nel 1046, dopo la morte di Gothelo o Gozzelone II, Duca della Bassa Lorena (Lotaringia), il fratello di Gothelo II, il Duca dell'Alta Lorena (Lotaringia) Goffredo il Barbuto, che si aspettava di ottenere anche il ducato di Bassa Lorena, si ribellò a Enrico III, che, nel mese di maggio, nominò duca della Bassa Lorena suo fratello, Federico di Lussemburgo, come ci viene confermato dagli Annales Altahenses.
Enrico, nel 1047, partecipò ad una spedizione di Enrico III, che doveva domare una nuova ribellione di Goffredo il Barbuto, ma al ritorno da Flushing, Enrico trovò la morte, come viene confermato dagli Annales Necrologici Fuldenses; secondo la Vitæ Heinrici et Cunegundis Imperatores Preface, Enrico morì il 14 ottobre (Heinricus, filius fratris Chunigundis imperatricis, obit II Idus Octobris); la Historia Episcoporum Pataviensium et Ducum Bavariæ riporta la morte nel 1048, precisando che Enrico venne strangolato dai suoi collaboratori (a suis consiliaris strangulator).  Suo fratello Giselberto gli succedette in Lussemburgo, mentre la Baviera tornò all'imperatore che la donò a Corrado I, noto come Cuno.

## Discendenza
Enrico non si sposò mai e non si conosce alcuna discendenza.

## Ascendenza
|                          |                 |                         | Genitori                |  |  | Nonni |  |  | Bisnonni           |  |  | Trisnonni |  |
|                          |                 |                         |                         |  |  |       |  |  | Vigerico di Bidgau |  |  | …         |  |
|                          |                 |                         |                         |  |  |       |  |  | Vigerico di Bidgau |  |  | …         |  |
|                          |                 | …                       |                         |  |  |       |  |  | Vigerico di Bidgau |  |  |           |  |
| Sigfrido di Lussemburgo  |                 |                         |                         |  |  |       |  |  | Vigerico di Bidgau |  |  |           |  |
|                          |                 | Cunegonda               | Ermentrude              |  |  |       |  |  |                    |  |  |           |  |
|                          |                 | Cunegonda               | Ermentrude              |  |  |       |  |  |                    |  |  |           |  |
|                          |                 | Cunegonda               | …                       |  |  |       |  |  |                    |  |  |           |  |
| Federico di Lussemburgo  |                 | Cunegonda               |                         |  |  |       |  |  |                    |  |  |           |  |
|                          |                 | Eberardo IV di Nordgau  | …                       |  |  |       |  |  |                    |  |  |           |  |
|                          |                 | Eberardo IV di Nordgau  | …                       |  |  |       |  |  |                    |  |  |           |  |
|                          |                 | Eberardo IV di Nordgau  | …                       |  |  |       |  |  |                    |  |  |           |  |
| Edvige di Nordgau        |                 | Eberardo IV di Nordgau  |                         |  |  |       |  |  |                    |  |  |           |  |
|                          |                 | Luitgarda di Lotaringia | …                       |  |  |       |  |  |                    |  |  |           |  |
|                          |                 | Luitgarda di Lotaringia | …                       |  |  |       |  |  |                    |  |  |           |  |
|                          |                 | Luitgarda di Lotaringia | …                       |  |  |       |  |  |                    |  |  |           |  |
| Enrico II di Lussemburgo |                 | Luitgarda di Lotaringia |                         |  |  |       |  |  |                    |  |  |           |  |
|                          | Odo di Wetterau | Gebeardo di Lotaringia  |                         |  |  |       |  |  |                    |  |  |           |  |
|                          | Odo di Wetterau | Gebeardo di Lotaringia  |                         |  |  |       |  |  |                    |  |  |           |  |
|                          | Odo di Wetterau | …                       |                         |  |  |       |  |  |                    |  |  |           |  |
| Eriberto di Wetterau     | Odo di Wetterau |                         |                         |  |  |       |  |  |                    |  |  |           |  |
|                          |                 | Cunigonda di Vermandois | Erberto I di Vermandois |  |  |       |  |  |                    |  |  |           |  |
|                          |                 | Cunigonda di Vermandois | Erberto I di Vermandois |  |  |       |  |  |                    |  |  |           |  |
|                          |                 | Cunigonda di Vermandois | Liutgarda               |  |  |       |  |  |                    |  |  |           |  |
| Ermetrude di Wetterau    |                 | Cunigonda di Vermandois |                         |  |  |       |  |  |                    |  |  |           |  |
|                          |                 | …                       | …                       |  |  |       |  |  |                    |  |  |           |  |
|                          |                 | …                       | …                       |  |  |       |  |  |                    |  |  |           |  |
|                          |                 | …                       | …                       |  |  |       |  |  |                    |  |  |           |  |
| …                        |                 | …                       |                         |  |  |       |  |  |                    |  |  |           |  |
|                          |                 | …                       | …                       |  |  |       |  |  |                    |  |  |           |  |
|                          |                 | …                       | …                       |  |  |       |  |  |                    |  |  |           |  |
|                          |                 | …                       | …                       |  |  |       |  |  |                    |  |  |           |  |
|                          |                 | …                       |                         |  |  |       |  |  |                    |  |  |           |  |

### Fonti primarie
- (LA)  Monumenta Germaniae Historica, Scriptores, tomus III.
- (LA)  Monumenta Germaniae Historica, Scriptores, tomus IV.
- (LA)  Monumenta Germaniae Historica, Scriptores, tomus VII.
- (LA)  Monumenta Germaniae Historica, Scriptores, tomus IX.
- (LA)  Monumenta Germaniae Historica, Scriptores, tomus XIII.
- (LA)  Monumenta Germaniae Historica, Scriptores, tomus XV.2..
- (LA)  Monumenta Germaniae Historica, Scriptores, tomus XX.
- (LA)  Monumenta Germaniae Historica, Scriptores, tomus XXV.
- (LA)  Mittelrheinisches Urkundenbuch, I.
- (LA)  Thietmari Merseburgensis episcopi chronicon Archiviato il 10 maggio 2009 in Internet Archive..

### Letteratura storiografica
- Austin Lane Poole, L'imperatore Corrado II, in «Storia del mondo medievale», vol. IV, 1999, pp. 170–192
- Caroline M. Ryley, L'imperatore Enrico III, in «Storia del mondo medievale», vol. IV, 1999, pp. 193–236
- (FR)  Histoire généalogique de la maison royale de Dreux (Paris), Luxembourg.